# The K.
The K. is een noiserocktrio uit Borgworm dat werd opgericht in 2010. Een jaar later won de band het Concours Circuit, de Waalse tegenhanger van Humo's Rock Rally.
De band speelde onder meer op het Dour Festival (2012 en 2015).

## Discografie
- My Flesh Reveals Millions of Souls (2012)
- Burning Pattern Etiquette (2015)